# Tabernas
Tabernas ist eine spanische Gemeinde in der Comarca Filabres-Tabernas der Provinz Almería in der Autonomen Gemeinschaft Andalusien. Die Einwohnerzahl von Tabernas bestand im Jahr 2024 aus 4.097 Einwohnern. 

## Geografie
Die Gemeinde grenzt an Almería, Castro de Filabres, Gádor, Gérgal, Lucainena de las Torres, Pechina, Rioja, Senés, Tahal, Turrillas und Velefique. Der Ort liegt am Rand der gleichnamigen Wüste von Tabernas.

## Geschichte
Besiedlungsspuren reichen bis in die prähistorische Ära zurück. Der Name Tabernas (Thabernax) kommt wahrscheinlich aus der Zeit der griechischen Kolonisation, da hier griechische Truppen in Schänken und Tavernen versorgt wurden. Zur Abwehr von Piratenangriffen wurde von den Mauren hier eine Burg errichtet. Im 19. Jahrhundert wurde hier Blei abgebaut und der Ort erlebte seine Blütezeit. Danach ging die Bevölkerung allerdings zurück.

## Demografie
| Einwohnerentwicklung | Einwohnerentwicklung | Einwohnerentwicklung | Einwohnerentwicklung | Einwohnerentwicklung | Einwohnerentwicklung | Einwohnerentwicklung | Einwohnerentwicklung | Einwohnerentwicklung | Einwohnerentwicklung | Einwohnerentwicklung | Einwohnerentwicklung | Einwohnerentwicklung | Einwohnerentwicklung | Einwohnerentwicklung | Einwohnerentwicklung |
| 1842                 | 1877                 | 1887                 | 1900                 | 1910                 | 1920                 | 1930                 | 1940                 | 1950                 | 1960                 | 1970                 | 1981                 | 1991                 | 2001                 | 2011                 | 2021                 |
| -------------------- | -------------------- | -------------------- | -------------------- | -------------------- | -------------------- | -------------------- | -------------------- | -------------------- | -------------------- | -------------------- | -------------------- | -------------------- | -------------------- | -------------------- | -------------------- |
| 4.700                | 6.591                | 6.571                | 7.620                | 8.238                | 5.525                | 4.143                | 4.343                | 4.645                | 4.486                | 3.398                | 4.103                | 3.217                | 3.020                | 3.588                | 3.882                |

## Wirtschaft
Der Ort und die Umgebung ist als häufige Filmkulisse bekannt, darunter als Kulisse für viele alte Westernfilme.

## Sehenswürdigkeiten
Die drei Filmkulissen in der Gegend: Fort Bravo, Western Leone und Mini Hollywood ziehen eine bescheidene Anzahl von Touristen an. Hier befinden sich die Ruinen einer maurischen Burg, eine alte Kirche und ein renoviertes Teatro Municipal.

## Galerie

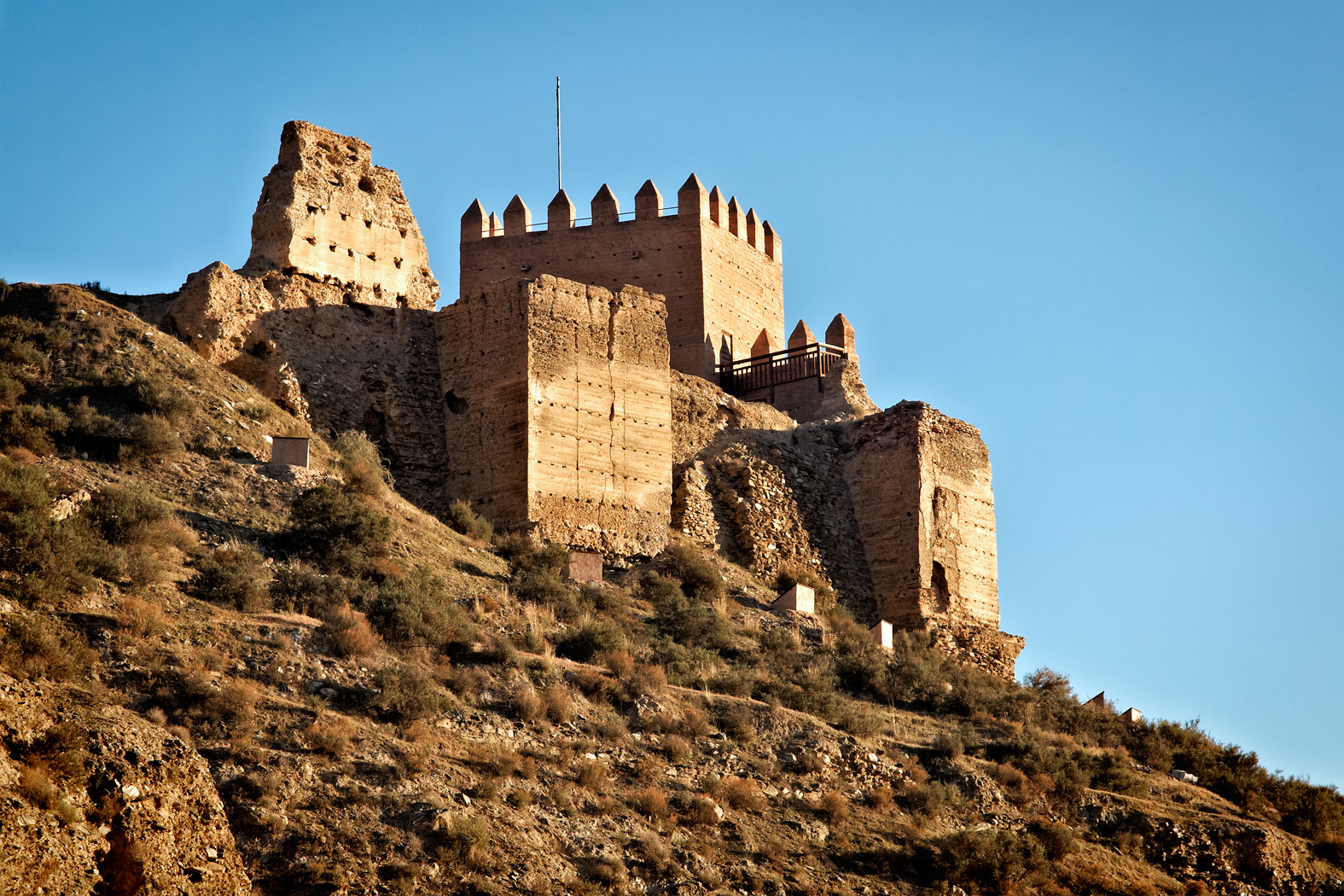
Burg von Tabernas
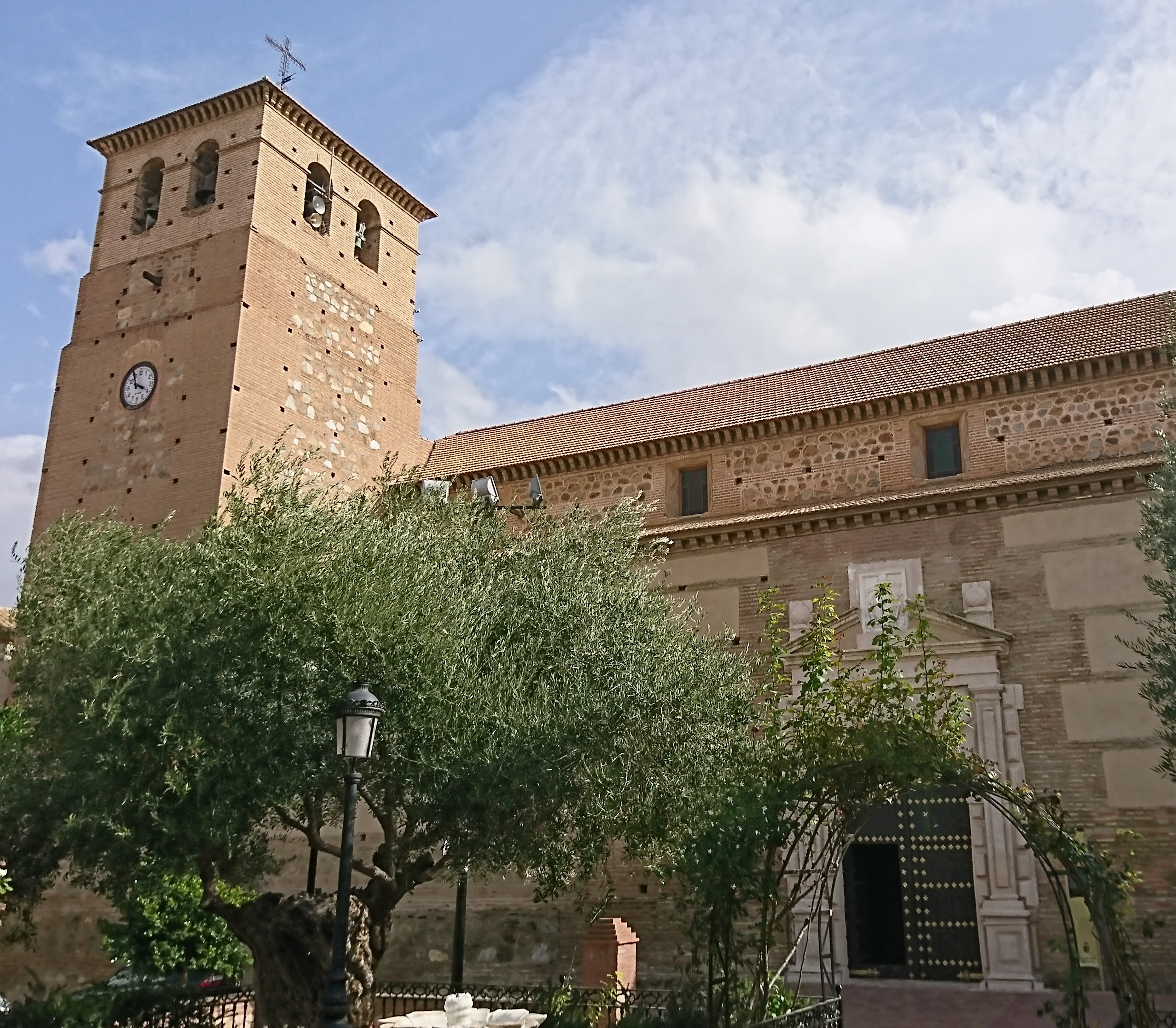
Kirche von Tabernas
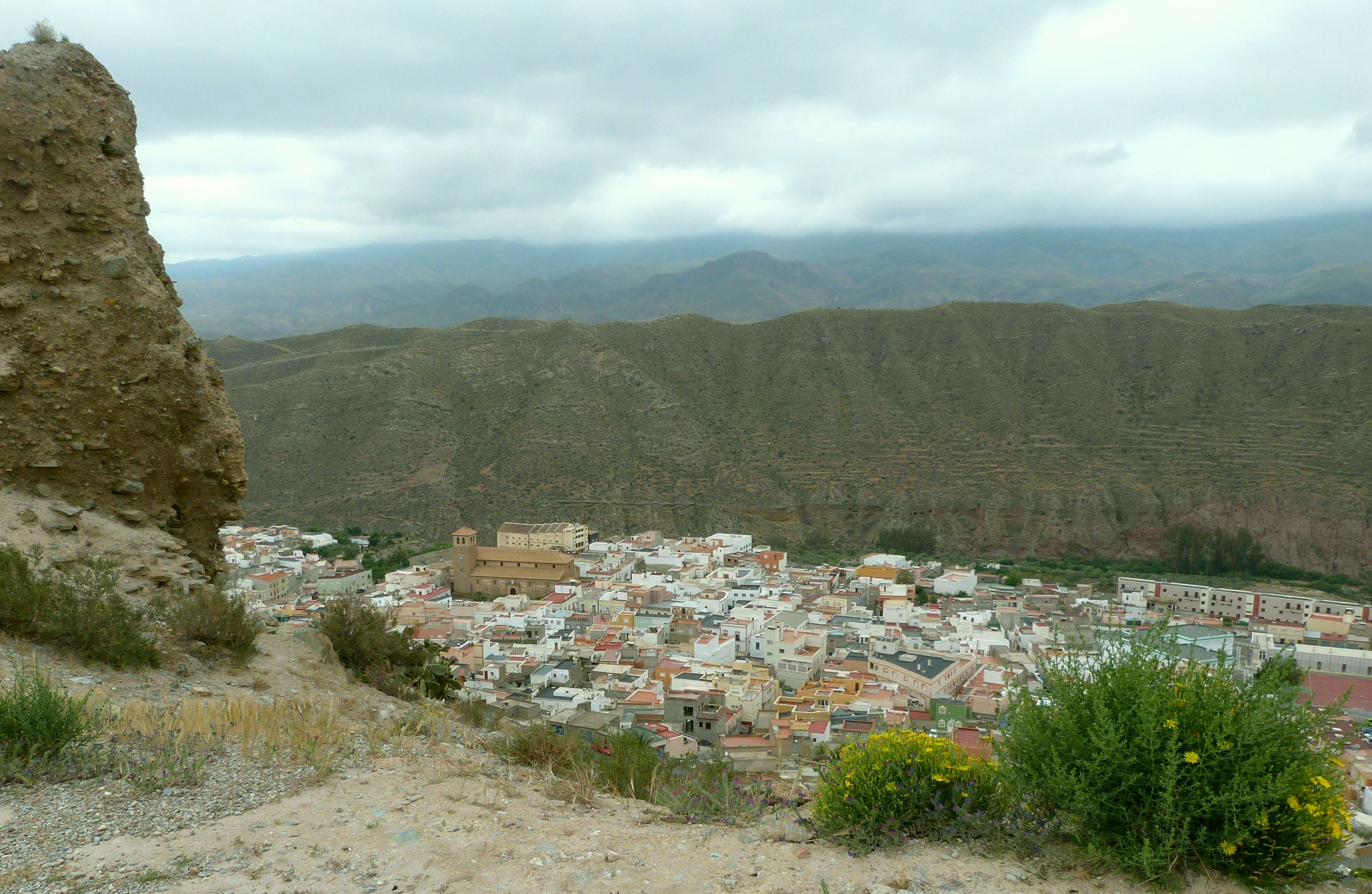
Ortschaft mit Umgebung
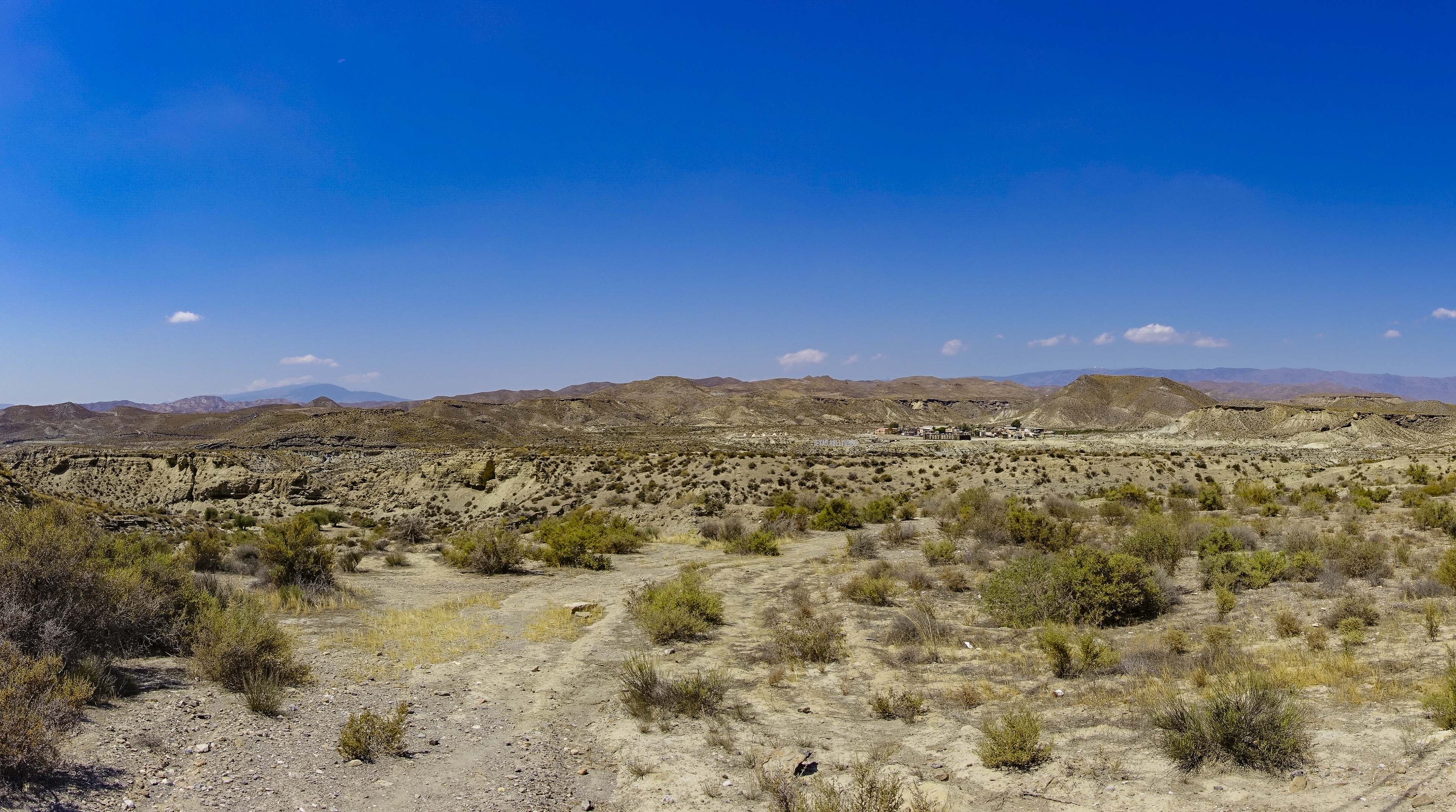
Landschaft